# Peter Forsyth Christensen

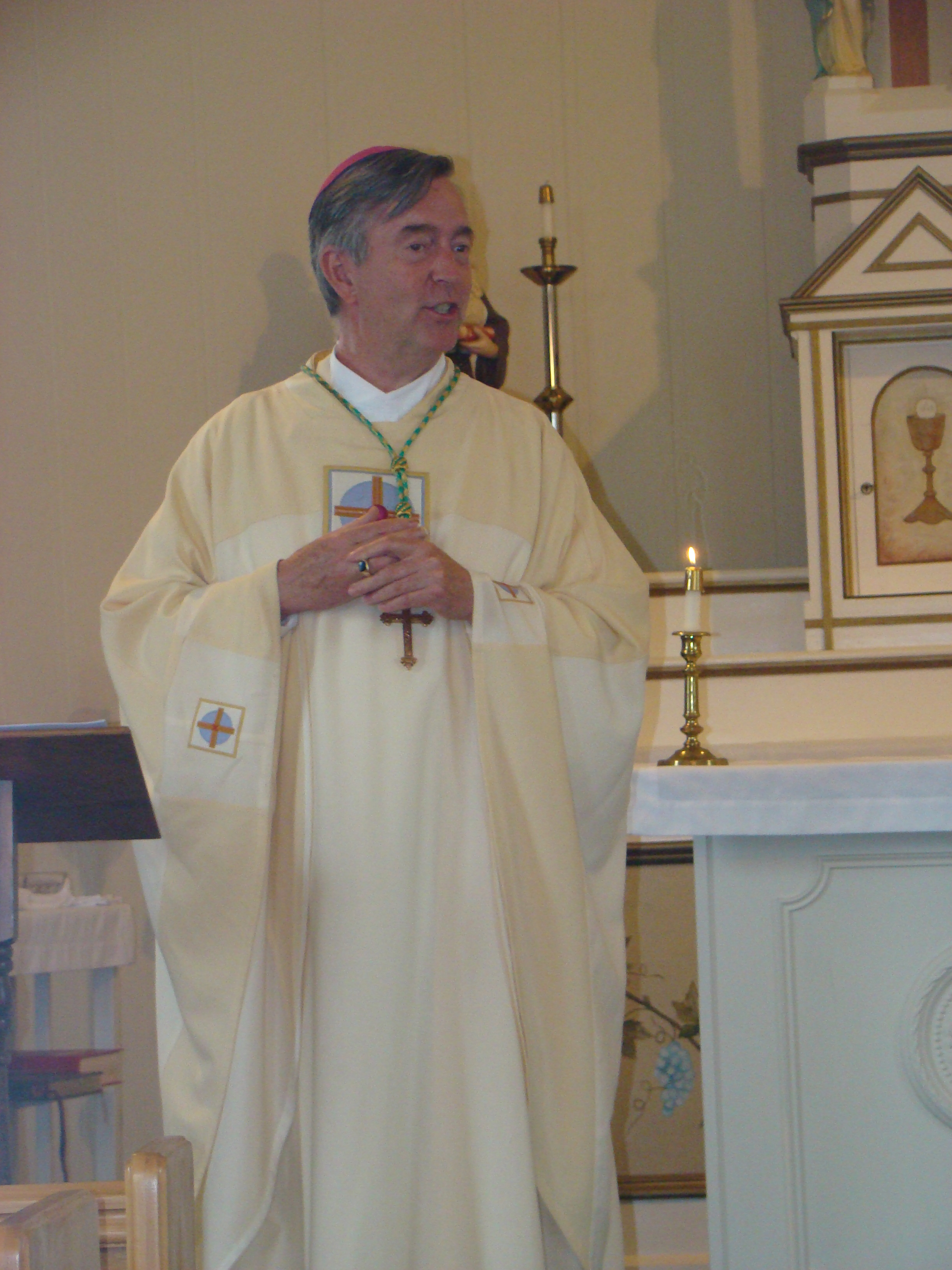
Peter F. Christensen

Bischofswappen von Peter Forsyth Christensen

Peter Forsyth Christensen (* 24. Dezember 1952 in Pasadena, Kalifornien, USA) ist Bischof von Boise City.

## Leben
Peter Forsyth Christensen empfing am 25. Mai 1985 durch den Erzbischof von Saint Paul and Minneapolis, John Robert Roach, das Sakrament der Priesterweihe.
Am 28. Juni 2007 ernannte ihn Papst Benedikt XVI. zum Bischof von Superior. Der Erzbischof von Saint Paul and Minneapolis, Harry J. Flynn, spendete ihm am 14. September desselben Jahres die Bischofsweihe; Mitkonsekratoren waren der emeritierte Bischof von Madison, William Henry Bullock, und der emeritierte Bischof von Superior, Raphael Michael Fliss. Die Amtseinführung erfolgte am 23. September 2007.
Am 4. November 2014 ernannte ihn Papst Franziskus zum Bischof von Boise City. Die Amtseinführung fand am 17. Dezember desselben Jahres statt.